# Armeria malacitana
Armeria malacitana är en triftväxtart som beskrevs av Nieto Fel. Armeria malacitana ingår i släktet triftar, och familjen triftväxter. Inga underarter finns listade i Catalogue of Life.